# NGC 7773
NGC 7773 (другие обозначения — PGC 72681, UGC 12820, MCG 5-56-15, ZWG 498.22, IRAS23496+3059) — галактика в созвездии Пегас.
Этот объект входит в число перечисленных в оригинальной редакции «Нового общего каталога».